# La fattoria dei nostri sogni
La fattoria dei nostri sogni (The Biggest Little Farm) è un film documentario del 2018 diretto da John Chester presentato al Telluride Film Festival.

## Trama
Los Angeles. John Chester, un operatore video, e la moglie Molly, una food blogger, adottano il cane Todd, promettendo all'animale che rimarranno sempre insieme. Ma ogni volta che i due devono lasciare il cane nel loro piccolo appartamento, Todd abbaia ossessivamente, generando le proteste dei vicini. Nonostante gli sforzi, non riescono a trovare alcuna soluzione al problema e, quando i Chester ricevono l'avviso di sfratto a causa del rumore, piuttosto che tradire la promessa fatta a Todd decidono di cambiare radicalmente vita.
Lasceranno l'appartamento e la città per seguire il loro antico sogno: creare una fattoria secondo i principi dell'agricoltura sostenibile. Nonostante nessuno dei due abbia alcuna esperienza nel campo, riescono a trovare dei finanziatori e acquistano una fattoria abbandonata a Ventura County. Con l'aiuto del guru dell'agricoltura Alan York, abbracciano la dura vita contadina, facendo faticosamente rifiorire l'esausto ecosistema del luogo.

## Riconoscimenti
- 2018 - Palm Springs International Film Festival
  - Premio del pubblico al miglior documentario
- 2018 - Toronto International Film Festival
  - Terzo classificato al Grolsch People's Choice Documentary Award
- 2018 - American Film Institute Fest
  - Premio del pubblico al miglior film
- 2019 - Boulder Film Festival
  - Gran premio della giuria per il lungometraggio
  - Miglior documentario
- 2019 - San Diego Film Critics Society Awards[2]
  - Candidatura per il miglior documentario